# Преображение Господне (Кизили)
„Преображение Господне“ (на гръцки: Μεταμορφώσεως τοῦ Κυρίου) е православна църква в сярското село Кизили (Ореския), Гърция, част от Сярската и Нигритска епархия.
Църквата е гробищен храм, разположен в източната част на селото. Изградена е в 1923 година. В архитектурно отношение е базилика с двускатен покрив. Църквата е обновена в 1985 година. В 2005 година част от храма е изписана със стенописи.
Към енорията принадлежи и параклисът „Свети Пантелеймон“.